# Rietzneuendorf-Staakow
Rietzneuendorf-Staakow è un comune di 613 abitanti del Brandeburgo, in Germania.

Appartiene al circondario di Dahme-Spreewald ed è parte dell'Amt Unterspreewald.